# Бырковка
Бырковка — деревня в Починковском районе Смоленской области России. Входит в состав Климщинского сельского поселения. По состоянию на 2007 год постоянного населения не имеет. 
Расположена в центральной части области в 12 км к юго-востоку от Починка, в 15 км восточнее автодороги А141 Орёл — Витебск, на берегу реки Боровка. В 10 км юго-западнее деревни расположена железнодорожная станция Энгельгардтовская на линии Смоленск — Рославль. 

## История
В годы Великой Отечественной войны деревня была оккупирована гитлеровскими войсками в июле 1941 года, освобождена в сентябре 1943 года.